# Härke
Härke är en stadsdel i Östersund. som tidigare var en  småort på Frösön i Frösö distrikt (Frösö socken) i Östersunds kommun i Jämtlands län.